# خیابان هشتم (منهتن)
خیابان هشتم (انگلیسی: Eighth Avenue) یک خیابان در منطقه منهتن، نیویورک است.
این خیابان که دارای ۱۲٫۶ کیلومتر طول است از شمال به خیابان هارلم ریور درایو و از جنوب به خیابان‌های هادسن و بلیکر منتهی میشود.

## نگارخانه

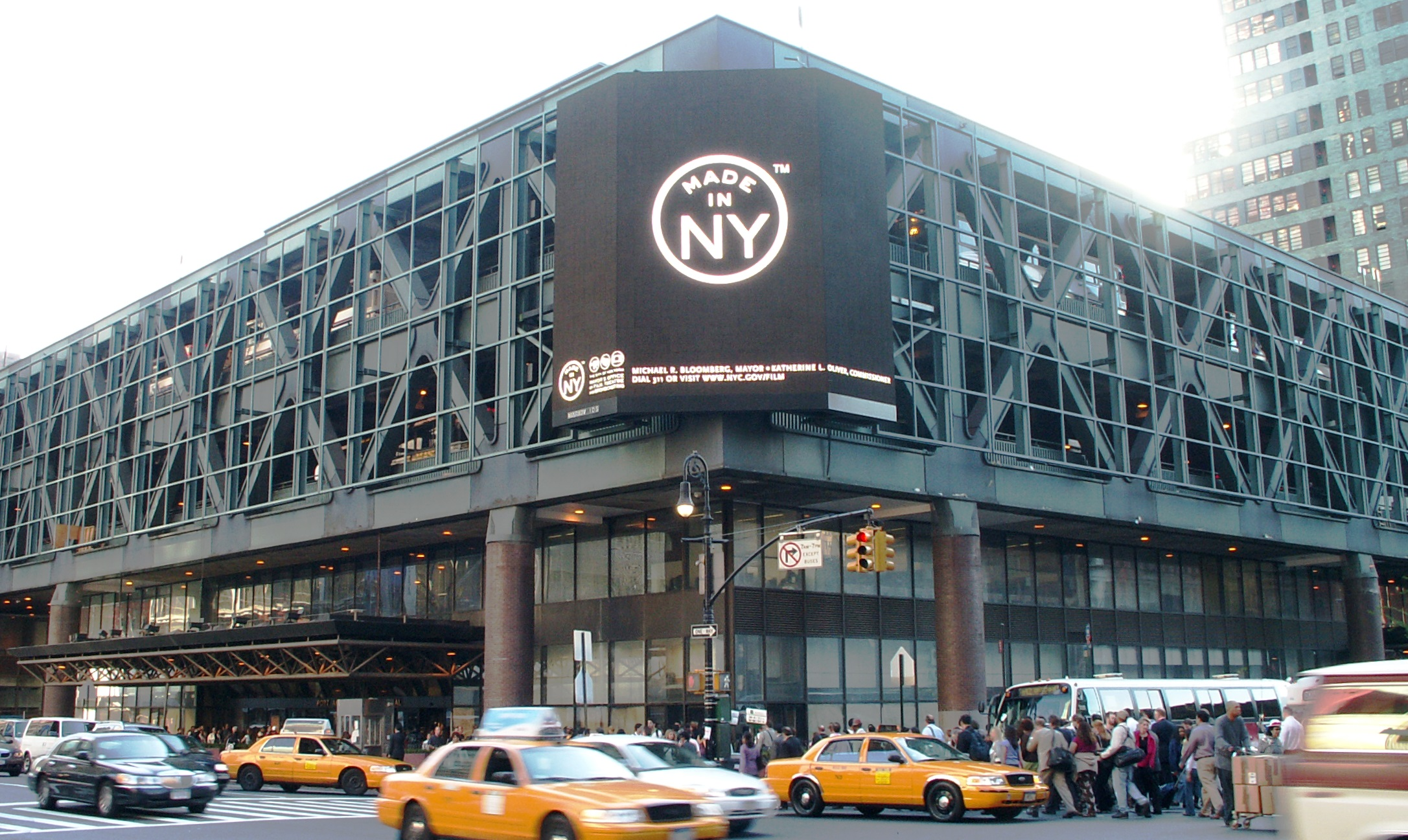
The north building of the Port Authority Bus Terminal در خیابان چهل و دوم
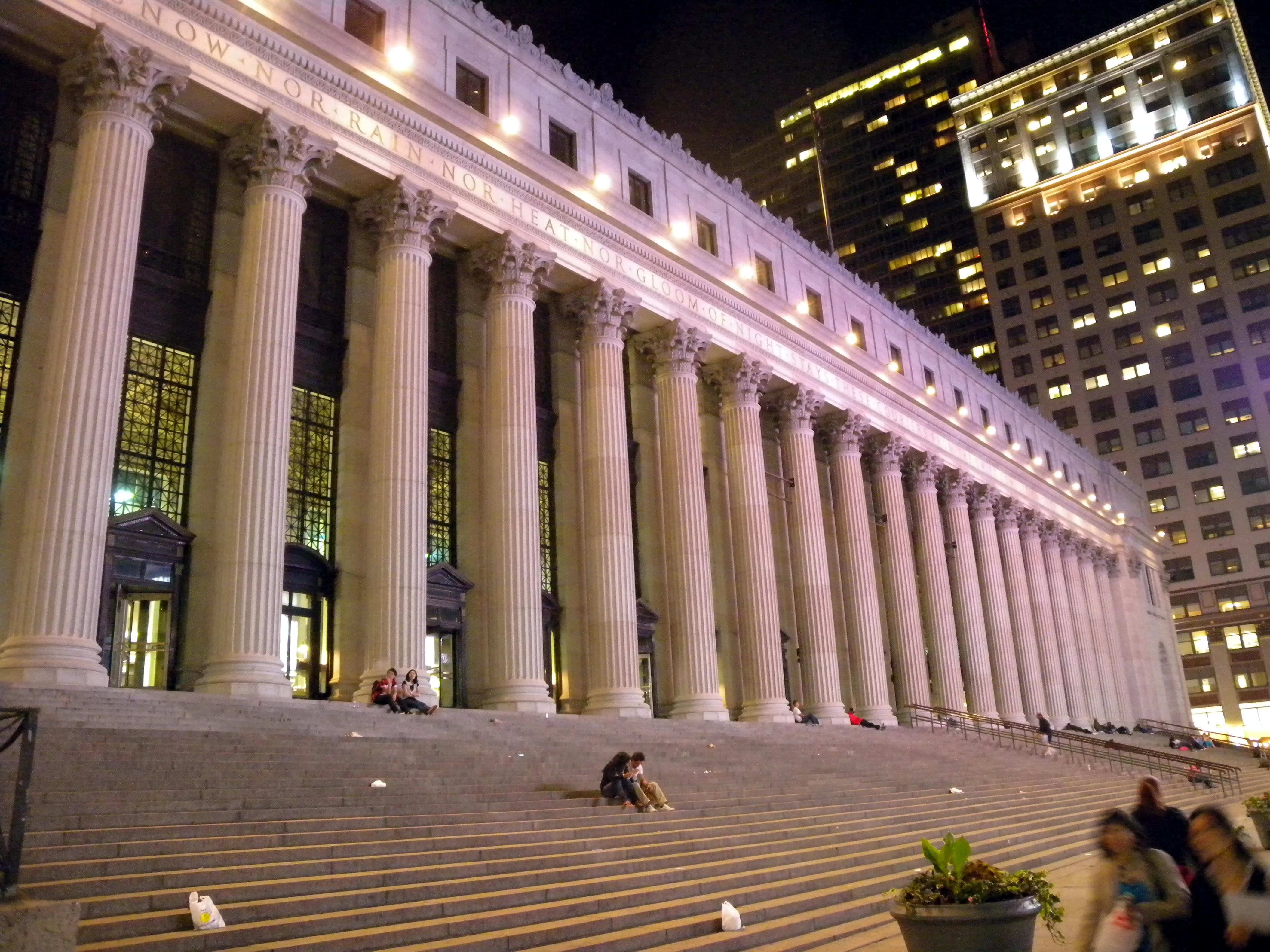
The James Farley Post Office, between West 31st and 33rd Street, will be partially converted into a replacement for the current Penn Station
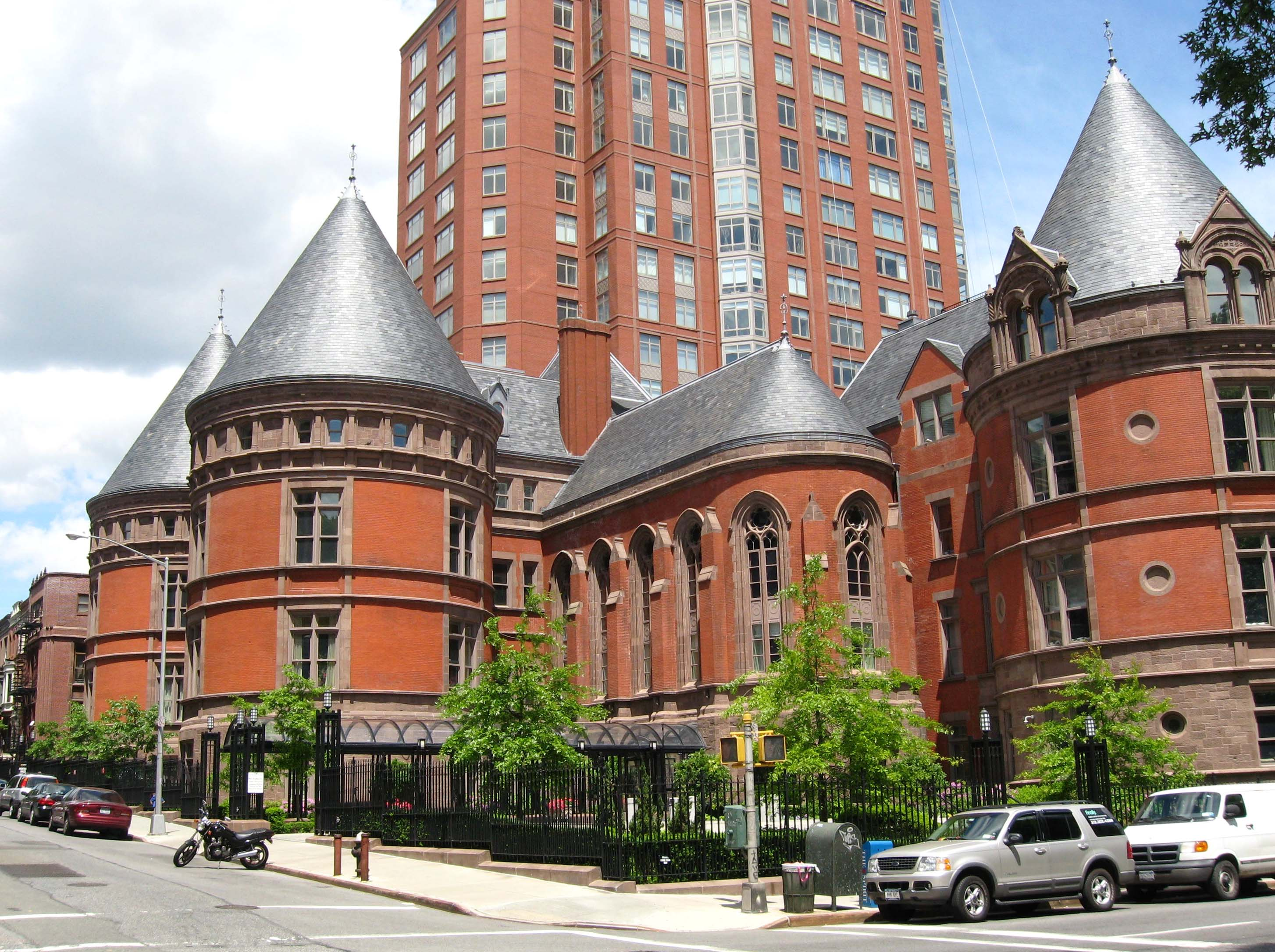
The original New York Cancer Hospital,[۲] built between 1884 and 1886, now housing, at 455 Central Park West and 106th Street
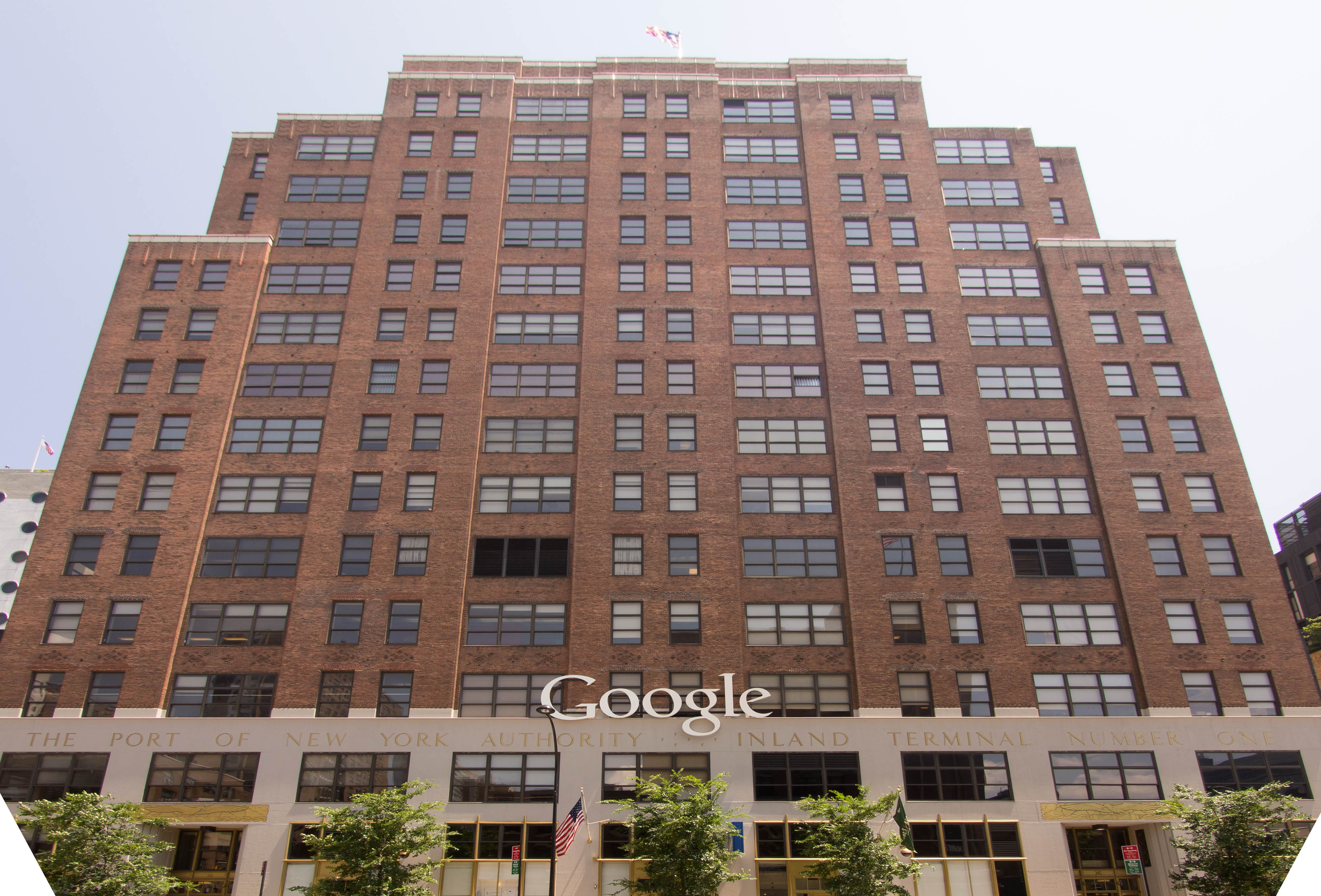
The former Inland Freight Terminal at 111 Eighth Avenue, now home to گوگل